# XXXI Esposizione internazionale d'arte di Venezia

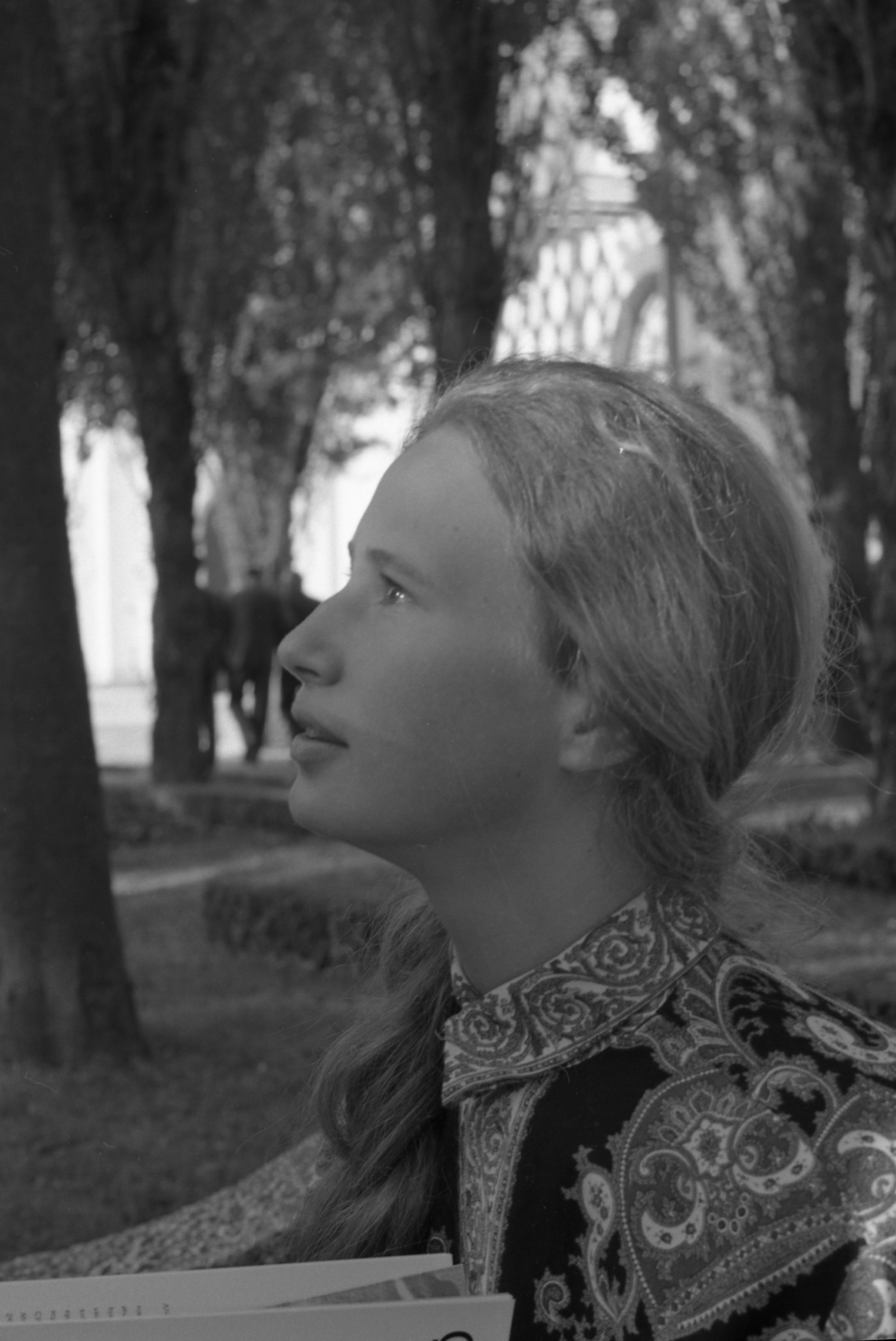
L'artista Liselotte Höhs fotografata da Paolo Monti durante la 31ª Biennale Internazionale d'Arte

La 31ª Biennale Internazionale d'Arte di Venezia ebbe luogo dal 16 giugno al 7 ottobre 1962.

## Artisti partecipanti
- Robert Adams
- Hans Arp
- Joannis Avramidis
- Antonio Berni
- Umberto Boccioni
- Floriano Bodini
- Georges Braque
- Alexander Calder
- Carlo Carrà
- Lynn Chadwick
- Marc Chagall
- Eduardo Chillida
- Guillaume Corneille
- Siri Derkert
- Raoul Dufy
- Max Ernst
- Jean Fautrier
- Amedeo Fiorese
- Alberto Giacometti
- Werner Gilles
- Arshile Gorky
- HAP Grieshaber
- Hans Hartung
- Erich Heckel
- Henry Heerup
- Friedensreich Hundertwasser
- Kumi Sugai
- Alfred Lörcher
- Alfred Manessier
- Giacomo Manzù
- Marino Marini
- Arturo Martini
- Marcello Mascherini
- Frans Masereel
- Henri Matisse
- Brigitte Meier-Denninghoff
- Joan Miró
- Louis Moilliet
- Henry Moore
- Giorgio Morandi
- Rolf Nesch
- Emil Nolde
- Fayga Ostrower
- Carl Henning Pedersen
- Fausto Pirandello
- Giò Pomodoro
- Isabel Pons
- Odilon Redon
- Carlo Ramous
- Jean-Paul Riopelle
- Albert Schilling
- Emil Schumacher
- Mario Sironi
- Paul Speck
- Mark Tobey
- Emilio Vedova
- Alberto Viani
- Jacques Villon
- Oswaldo Vigas
- Adolfo Wildt
- Jack B. Yeats
- Ossip Zadkine
- Luciano Ceschia

Foto di Paolo Monti, 1962
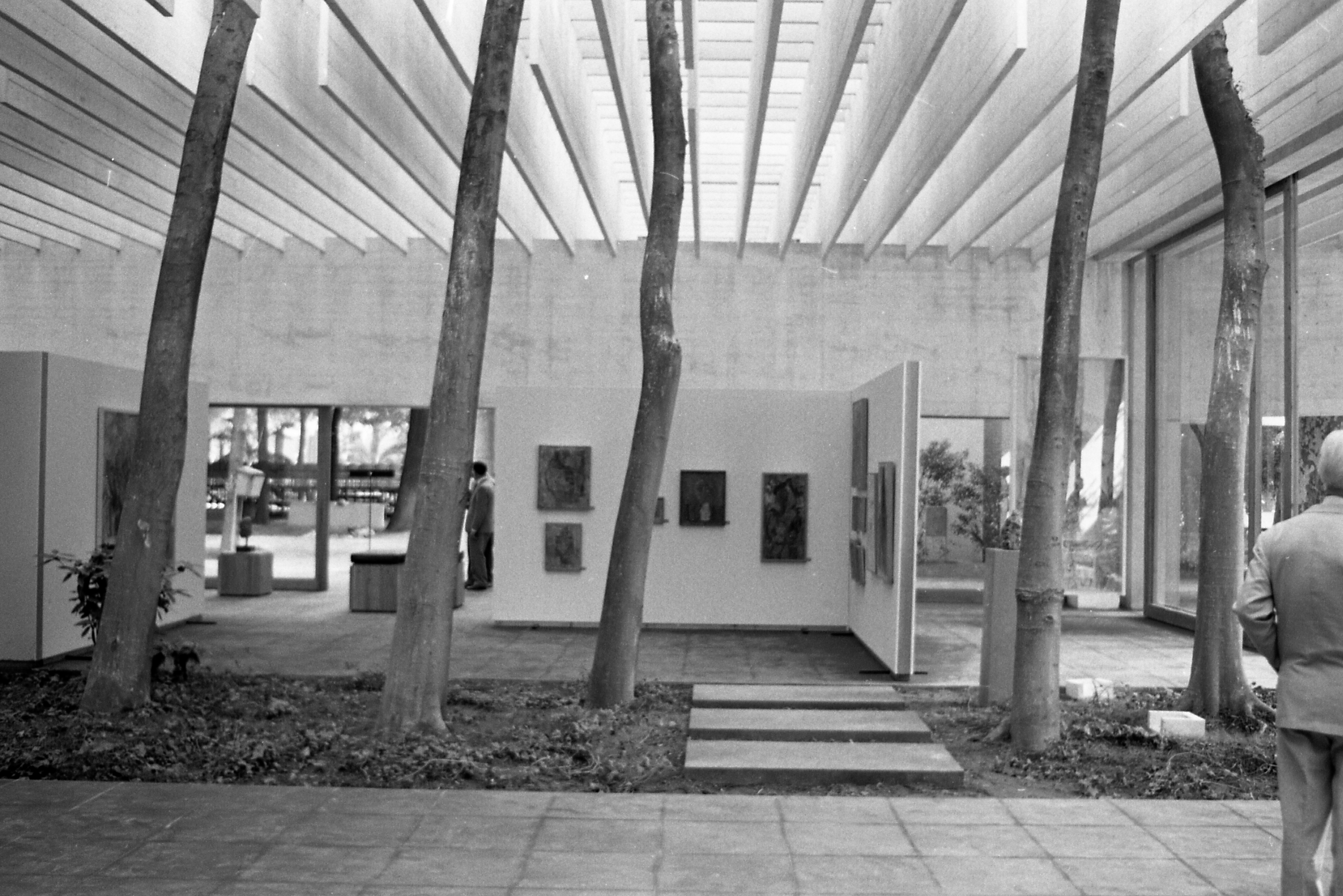
Padiglione dei Paesi nordici